# Erlebte Rede
Die erlebte Rede (auch „freie indirekte Rede“) ist ein episches Stilmittel, das zwischen direkter und indirekter Rede, zwischen Selbstgespräch und Bericht steht: Gedanken oder Bewusstseinsinhalte einer bestimmten Person werden im Indikativ der dritten Person und  meist im sogenannten Epischen Präteritum ausgedrückt, das damit eine atemporale Funktion annimmt.

## Beschreibung
Die erlebte Rede unterscheidet sich grammatikalisch von der indirekten Rede, die im Konjunktiv formuliert wird.
Beispielsätze:
- Direkte Rede: Sie fragte sich: „Muss ich wirklich gehen?“
- Indirekte Rede: Sie fragte sich, ob sie wirklich gehen müsse.
- Erlebte Rede: Musste sie wirklich gehen?

In längeren Passagen in erlebter Rede lässt sich oft nicht entscheiden, wer spricht: der Erzähler oder die Figur. Die Figurenrede wird nahtlos in den Erzählerbericht verwoben. Sie lässt sich nur an der Ausdrucksweise erkennen, an Frageformulierung, Vermutungen oder Ausdruck anzeigenden Formulierungen: „Gewiss hatte sie die Tür verschlossen …“, „Aber ach! Es war zu spät …“ Hier gilt nicht die Perspektive eines allwissenden Erzählers, der sich in die Figur hineinversetzt, vielmehr verschmelzen Erzählerstimme und Figurenstimme. Dabei bleibt die erlebte Rede meistens beim „Jetzt“ der Figur, Analepsen und Prolepsen werden als Gedankengänge der Figur eingebaut und sind bezogen auf das aktuelle Geschehen. Die erlebte Rede erzeugt damit den Eindruck von Unmittelbarkeit, wenngleich die Verwendung der dritten Person Singular einen „objektiv-unpersönlich erscheinenden  Bericht“ suggeriert.
Die erlebte Rede ist nicht zu verwechseln mit dem inneren Monolog, der in der ersten Person Singular und im Präsens steht, und dem Bewusstseinsstrom. Dass die Grenzen allerdings teilweise verschwimmen, macht folgende Definition deutlich: Die erlebte Rede sei die „Wiedergabe des unformulierten Bewußtseinsstromes in der dritten Person“.
Vereinzelt lässt sich erlebte Rede schon in lateinischer Literatur nachweisen, seit dem zwölften Jahrhundert findet sie sich in französischer Epik (style indirect libre), im 17. Jahrhundert im „Leidensgedächtnis“ der dänischen Leonora Christina Ulfeldt, doch wird sie im modernen Roman erst durch Jane Austen und Gustave Flaubert bis zum Naturalismus hin zu einem geläufigen Stilmittel, das dann bei Arthur Schnitzler und James Joyce durch die Technik des Bewusstseinsstroms abgelöst wird.

## Beispiele
- „[Emma sah ihn an und zuckte die Achseln.] Warum war ihr Gatte nicht wenigstens einer dieser stillen, aber ehrgeizigen Männer der Wissenschaft, die die ganze Nacht über ihren Büchern sitzen …? Der Name Bovary, der ja auch der ihre war, hätte berühmt sein, hätte in Büchern und Zeitungen stehen müssen, von ganz Frankreich gekannt. Aber Charles hatte keinen Ehrgeiz!“ (Gustave Flaubert: Madame Bovary)

- „[Der Konsul ging … umher …] Er hatte keine Zeit. Er war bei Gott überhäuft. Sie sollte sich gedulden.“ (Thomas Mann: Buddenbrooks)

- „Wie sollte es nun Auguste erfahren? […] Man nahm eben Auguste einfach nicht für voll. […] Es mußte etwas getan werden, sonst konnten Auguste die unerhörtesten Dinge passieren.“ (Kurt Schwitters: Auguste Bolte)